# Xanthorhoe packardata
Xanthorhoe packardata là một loài bướm đêm trong họ Geometridae.